# 白船
《白船》是美國作家H·P·洛夫克拉夫特的一篇恐怖短篇小說。首次發表於1919年11月的《The United Amateur》（第19卷）第2期，後來於1927年3月刊登在《詭麗幻譚》雜誌上。

## 情節
巴西爾·埃爾頓，一位燈塔看守人，參與了一個奇異的幻想，其中一位身穿袍子的鬍子男子駕駛一艘神秘的白船，這艘船只在月圓之夜出現。埃爾頓走在月光的橋樑上，加入了鬍子男子的船隻，然後他們一起探索了一個神秘的群島，與地球上的任何地方都不同。
他們經過扎爾（Zar），一片翠綠的土地，那裡「居住著所有來到人們心中一次然後被遺忘的夢想和美的思想」，然後是宏偉的城市薩拉利安（Thalarion），「千奇百怪之城」，那裡棲息著可怕的惡魔。他們經過薩拉利安的巨大雕刻之門阿卡里爾（Akariel），然後繼續他們的航行。埃爾頓被告知，那些進入這兩個地方的人從未返回過。在航行過程中，他們似乎在追隨一隻蔚藍的天空之鳥。他們還經過了休拉（Xura），「未達之樂之地」，從遠處看似乎愉快，但越來越近時卻散發出瘟疫的氣味。
最終，他們在索納-尼爾（Sona-Nyl）安頓下來，這是「幻想之地」，在那裡埃爾頓度過了一段他形容為「許多劫」的時間，生活在一個烏托邦。在索納-尼爾的時候，他得知了卡圖里亞（Cathuria），這是「希望之地」。儘管沒有人真正知道卡圖里亞在哪裡或那裡有什麼，埃爾頓對這個想法感到興奮，充滿奇想地幻想著，並敦促鬍子男子帶他去那裡，男子勉強同意。他們跟隨著天上的蔚藍鳥向西航行。在經歷一段艱險的旅程後，船員們認為他們已經到達卡圖里亞的地方，但船只發現自己在世界的邊緣，最終墜入毀滅。
埃爾頓驚醒時發現自己躺在燈塔旁的濕岩石上，距離他第一次啟程乘坐白船僅過了片刻，他及時目睹了一場災難性的海難，這是由於燈塔燈首次熄滅所引起的。稍後，他又發現了一隻死去的蔚藍色的鳥和一根純白的樑木，這進一步使他感到不安。他再也沒有見到那艘白船。

## 關聯
表面情節是基於鄧薩尼勳爵於1910年的故事 （《雅恩的閒暇日子》）。
不同於洛夫克拉夫特的許多其他故事，《白船》並未直接與廣為人知的克蘇魯神話相關。然而，這個故事也不能完全排除充滿超自然、神一般存在的神話連貫性，因為它提到了這樣的存在。《白船》的語調和情感主要反映了洛夫克拉夫特在其他故事中使用的幻夢境系列文學結構，比如《夢尋秘境卡達斯》（1926）和《《烏撒的貓》》（1920）。

## 反響
1927年5月，《詭麗幻譚》的信件版《鷹巢》中，亨利·S·懷特黑德對《白船》給予了高度讚譽。

## 改編
- 巴西爾·埃爾頓是菲利普·史蒂文·瓊斯的作品《Lovecraftian: The Shipwright Circle》中的一個重要角色。《Lovecraftian》系列重新想像了H·P·洛夫克拉夫特的奇幻故事，將它們融入一個現代的宇宙史詩，埃爾頓是馬薩諸塞州阿卡姆的白船酒館的老板。
- 《Anything Goes!》第4期是一本匯編漫畫雜誌，收錄了亞歷克·史蒂文斯（英语：Alec Stevens）於1985/86年創作的故事的漫畫改編。[5]
- 這個故事還被1960年代迷幻搖滾樂隊H·P·洛夫克拉夫特（英语：H. P. Lovecraft (band)）改編成一首歌曲（英语：The White Ship (song)），收錄在他們的同名首張專輯（英语：H. P. Lovecraft (album)）中。
- 末日金屬樂隊Solitude Aeturnus（英语：Solitude Aeturnus）在他們的首張專輯《Into the Depths of Sorrow（英语：Into the Depths of Sorrow）》中創作並演奏了一首名為“White Ship”的歌曲。
- 2015年，搖滾樂隊Year of the Goat將這個故事松散改編為他們的歌曲"Pillars of the South"，在歌詞中提到了卡圖里亞和薩拉利安，以及神秘的白船。

## 外部連結
- A collection of public domain H. P. Lovecraft short fiction - Standard Ebooks
- 列在網路推理小說資料庫中的《白船》
- 完整文本 （页面存档备份，存于） 在克蘇魯神話中文合集
- LibriVox中的公有领域有声书《The White Ship》